# Martwa natura z owocami i naczyniami
Martwa natura z owocami i naczyniami – obraz stworzony w 1653 r. przez holenderskiego malarza Willema van Aelsta. Dzieło powstało w czasie pobytu artysty we Włoszech. Zostało wykonane techniką olejną na płótnie. Malarz ukazał cenne przedmioty i owoce, zestawiając je w harmonijny sposób. Dzięki odpowiedniemu doborowi barw twórca zaakcentował różnice w fakturze i strukturze przedmiotów. Do 1675 r. obraz był w posiadaniu Leopolda Medyceusza. Obecnie obraz znajduje się w Palazzo Pitti we Florencji.